# Tomás Gutiérrez Alea
Tomás Gutiérrez Alea, apodado Titón (La Habana, 11 de diciembre de 1928-ibidem, 16 de abril de 1996), fue un influyente cineasta cubano. Escribió y dirigió más de 20 largometrajes, documentales y cortos, conocidos por su influencia en la Cuba posrevolucionaria, y su delicado equilibrio entre la dedicación a la Revolución cubana y la crítica sobre la situación social, económica y política del país.
El trabajo de Gutiérrez Alea es representativo de un movimiento ocurrido en la década de 1960-1970 conocido colectivamente como Nuevo Cine Latinoamericano. Este movimiento colectivo, también denominado Cine Libre o Cine Imperfecto, estaba profundamente preocupado por los problemas derivados del neocolonialismo y la identidad cultural. El movimiento rechazaba la perfección comercial del estilo de Hollywood, y el cine de autor europeo, proponiendo un cine creado como herramienta para el cambio social y político. 
El movimiento tenía la dificultad de carecer de recursos, por lo que la estética pasaba a un papel secundario subordinado a la función social del Cine. La meta principal del movimiento era crear unas películas en las que el espectador fuera un participante activo, un integrante de la trama de la película. Los espectadores eran interpelados desde un análisis de un problema actual dentro de la sociedad que en la época no tenía ninguna solución clara, esperando hacer a los espectadores conocedores del problema y salir del teatro queriendo ser actor del cambio social.

## Juventud
Nació en el seno de una familia  de ideología progresista. Tras graduarse en Derecho en la Universidad de La Habana en 1951, estudió cine en el Centro Sperimentale di Cinematographia en Roma, graduándose en 1953. Tuvo una importante influencia del neorrealismo italiano, y grabó su primera película en Roma con su futuro colega cubano Julio García Espinosa, con el que codirigió la película documental El Mégano.
Con el triunfo de la Revolución cubana comandada por Fidel Castro en 1959, Gutiérrez Alea, Espinosa, y otros jóvenes cineastas fundaron el Instituto Cubano de Arte e Industria Cinematográfico (ICAIC). Como partidarios convencidos de la Revolución, el ICAIC era un colectivo de cineastas que creía que la película podía ser la forma de arte moderna más importante y el mejor medio para difundir el pensamiento revolucionario entre las masas. 
La película Esta Tierra Nuestra fue el primer documental realizado tras el triunfo revolucionario. El ICAIC se centró sobre todo en los documentales y los noticieros en sus años iniciales, pero se dedicó finalmente a la producción de las películas narrativas, incluyendo Historias de la revolución (1960) primera película de ficción del ICAIC, y Doce sillas (1962).
Titón fue, además, un pianista excepcional. Alumno predilecto de César Pérez Sentenat, solía interpretar con brillantez a los románticos, especialmente, Federico Chopin y Claude Debussy.

## Trabajos más conocidos
La primera película trascendente de Gutiérrez Alea, Muerte de un burócrata (1966) es una especie de homenaje a la historia de la comedia cinematográfica, e incluye alusiones directas al trabajo de Buster Keaton, Laurel & Hardy, Luis Buñuel, y de muchos otros. 
La historia sigue una trama basada en la confusión de un hombre joven vagando por oficinas burocráticas para intentar exhumar el cadáver de su tío que había sido enterrado con su carnet laboral, sin el cual su viuda no puede tener derecho a una pensión, de la que es legalmente beneficiaria del causante. La película se convierte en una sátira penetrante contra la burocracia del Estado.
Su siguiente película, Memorias del Subdesarrollo (1968), es indudablemente su obra maestra. Fue también la primera película cubana que se exhibirá en los Estados Unidos desde la Revolución. De acuerdo con la novela de Edmundo Desnoes, la película muestra la vida intelectual de un burgués de moral ambigua en La Habana en el período de tiempo entre la invasión de Bahía de Cochinos y la Crisis de los Misiles. El protagonista está poco dispuesto a tomar una postura política unidireccional, y con todo continúa desdeñando el país que le rodea que se está volviendo al revés y subdesarrollado. Su vida se descolora en el nihilismo, convirtiéndose en una personalidad que no tiene ningún papel en la nueva Cuba.
En sus propias palabras, Gutiérrez define la película un “collage… con un poco de todo”. Gutiérrez utiliza una rica variedad de estilos fílmicos en la película, pasando de las secuencias narrativas de estética documental que utilizan enfoques fijos tomados de cámaras de mano a las secuencias del montaje de agitación evocadoras de las películas de los cineastas soviéticos tempranos tales como Sergéi Eisenstein. 
Hace uso de varios tipos de medios, incluyendo fotos inmóviles, imágenes de archivo y gran cantidad de noticieros, los clips de las películas de Hollywood, y los discursos grabados de Fidel Castro y John F. Kennedy, creando una apariencia de desorden en el lenguaje de la película que está en claro contraste con el estilo de Hollywood.
Aunque la crítica de la sociedad revolucionaria y del individuo cubano estaba en el fondo no sólo de Memorias del subdesarrollo, sino de todos sus trabajos, Gutiérrez Alea no deja de ser un partidario dedicado del socialismo cubano. Pero sus trabajos no se podían describir como mera propaganda. Gutiérrez describió la motivación para su posición contradictoria diciendo: “… el cine proporciona un elemento activo y de movilización, que estimula la participación en el proceso revolucionario. Entonces, no es suficiente tener un cine moralizante basado en el arangue y la exhortación. Necesitamos un cine que promueva y desarrolle una actitud crítica. Pero ¿cómo criticar y al mismo tiempo consolidar la realidad en la cual nos sumergen?”.

## Últimos trabajos
En las décadas siguientes, Gutiérrez dividió su tiempo entre la creación de sus propias películas y enseñando a jóvenes promesas del cine en el ICAIC.
En 1972 y 1976, respectivamente, Gutiérrez terminó dos películas históricas, Una pelea cubana contra los demonios y La última cena. Ambas ambientadas en la Cuba colonial española, las películas analizan las contradicciones y la hipocresía en la sociedad cubana más allá del imperialismo, de la religión, y de la esclavitud.
Hasta cierto punto (1984) era el siguiente trabajo acertado de Gutiérrez. En un acercamiento similar a las Memorias del subdesarrollo, narra un cuento semiautobiográfico sobre el amor entre un documentalista y una obrera (interpretada por la esposa de Gutiérrez Alea, Mirtha Ibarra).
En los primeros años 90, Gutiérrez enfermó, viéndose obligado a codirigir sus dos películas siguientes con su amigo Juan Carlos Tabío. La primera, Fresa y chocolate (1993) se convirtió en la primera película cubana nominada para los Óscar de la academia para la mejor película extranjera. 
La historia de la película se centra en la relación conflictiva entre un estudiante marxista convencido y un artista gay. La última película del cineasta cubano, Guantanamera, (1995) emplea elementos ya tradicionales, tales como una trama interrelacional y una comedia romántica para llegar a un acercamiento más sutil hacia los viejos blancos de Gutiérrez: el subdesarrollo y la burocracia.
Murió a la edad 68 años el 16 de abril de 1996 y fue enterrado en el Cementerio de Colón, en La Habana.

## Filmografía
- La caperucita roja (1947) - Corto
- El fakir (1947) - Corto
- Una confusión cotidiana (1950) - Corto, basada en la novela de Franz Kafka
- Il sogno de Giovanni Bassain (1953)
- El Mégano (1955) - Película documental, en colaboración con Julio García Espinosa, Alfredo Guevara, José Massip
- La toma de La Habana por los ingleses (1958) - Película documental
- Esta tierra nuestra (1959) - Película documental
- Historias de la revolución (1960) - Ficción, 81 minutos
- Asamblea general (1960) - Película documental, 14 minutos
- Muerte al invasor (1961) - Película documental, 16 minutos
- Las doce sillas (1962) - Ficción, 97 minutos
- Cumbite (1964) - Ficción, 82 minutos
- Muerte de un burócrata (1966) - Ficción, 85 minutos
- Memorias del Subdesarrollo (1968) - Ficción, 97 minutos
- Una pelea cubana contra los demonios (1971) - Ficción, 130 minutos
- El arte del tabaco (1974) - Película documental, 7 minutos
- La última cena (1976) - Ficción, 120 minutos
- De cierta manera (1977)
- Los sobrevivientes (1979) - Ficción, 130 minutos
- Hasta cierto punto (1983) - Ficción, 88 minutos
- Cartas del parque (1988) - Ficción, 88 minutos
- Contigo en la distancia (1991) - Ficción, 27 minutos
- Fresa y chocolate (1993) - codirigida con Juan Carlos Tabío, Ficción, 110 minutos
- Guantanamera (1995) - codirigida con Juan Carlos Tabío, Ficción, 101 minutos

## Premios y distinciones
Premios Óscar
| Año  | Categoría                                       | Película          | Resultado |
| ---- | ----------------------------------------------- | ----------------- | --------- |
| 1995 | Mejor película extranjera (de habla no inglesa) | Fresa y chocolate | Nominado  |

Medallas del Círculo de Escritores Cinematográficos
| Año  | Categoría            | Película     | Resultado |
| ---- | -------------------- | ------------ | --------- |
| 1995 | Mejor guion original | Guantanamera | Ganador   |

Festival Internacional de Cine de Huesca
| Año  | Categoría               | Resultado |
| ---- | ----------------------- | --------- |
| 1994 | Premio Una Vida de Cine | Ganador   |